# انکورت‌ویل-سو-هریکورت
انکورت‌ویل-سو-هریکورت (به فرانسوی: Ancourteville-sur-Héricourt) یک کامین در فرانسه است که در Canton of Ourville-en-Caux واقع شده‌است.

## خصوصیات
انکورت‌ویل-سو-هریکورت ۳٫۵ کیلومترمربع مساحت و ۲۲۱ نفر جمعیت دارد و ۱۲۵ متر بالاتر از سطح دریا واقع شده‌است.